# Gabriel DropOut
Gabriel DropOut (ガヴリールドロップアウト?, Gavurīru Doroppuauto) è un manga scritto e disegnato da Ukami, serializzato sulla rivista Dengeki Daioh G dal 27 dicembre 2013. Un adattamento anime, prodotto da Doga Kobo, è stato trasmesso in Giappone tra il 9 gennaio e il 27 marzo 2017.

## Trama
Dopo essersi diplomati a scuola nel Paradiso, gli angeli vengono mandati sulla Terra per completare il loro percorso educativo, scoprendone di più sugli umani e guidandoli sulla retta via. Tuttavia Gabriel White Tenma, pur essendo un angelo portato per gli studi, diventa dipendente dai videogiochi trasformandosi in una totale sciattona. La storia segue Gabriel mentre frequenta la scuola superiore, assieme ad altri angeli e demoni discesi come lei sulla Terra.

## Personaggi

I personaggi principali (in senso orario da sinistra): Raphiel, Satanichia, Gabriel e Vignette

Gabriel White Tenma (天真=ガヴリール=ホワイト?, Tenma Gavurīru Howaito)
Doppiata da: Miyu Tomita
Il personaggio principale. Gabriel era il miglior angelo della sua classe: generosa e dal cuore puro, era scesa sulla Terra per aiutare l'umanità. Gabriel, però, col tempo si è ridotta ad una cinica e pigra sciattona, chiusa tutto il giorno in casa a giocare a MMORPG. Gabriel stessa si considera senza sperenza, tanto da autodefinirsi "angelo caduto". Chiede costantemente denaro a qualsiasi persona le capiti a tiro, denaro che solitamente le serve per delle microtransazioni nei suoi giochi online. Nonostante il guscio cinico, mostra ancora talvolta qualche segno di gentilezza, specialmente verso Vignette e Tapris. Vignette la chiama "Gabu".
Vignette April Tsukinose (月乃瀬=ヴィネット=エイプリル?, Tsukinose Vinetto Eipuriru)
Doppiata da: Saori Ōnishi
Amica di Gabriel, Vignette (spesso chiamata Vigne) è un demone che non ha nulla di demoniaco: è incredibilmente gentile e sempre pronta ad aiutare gli altri. Per questo, il suo stipendio da demone ha ricevuto pesanti tagli. Vigne vorrebbe rendere Gabriel più responsabile ed ordinata, ma i suoi sforzi sembrano non aver successo. Talvolta ha cercato di comportarsi in modo più consono ad un abitante dell'Inferno, ma invano. Ciò nonostante, i suoi genitori sembrano essere di buon cuore come lei.
Satanichia McDowell Kurumizawa (胡桃沢=サタニキア=マクドウェル?, Kurumizawa Satanikia Makudoweru)
Doppiata da: Naomi Ōzora
Un altro demone, che si autodefinisce "Futura Regina dell'Inferno". È sempre piena di energia ed entusiasmo ma è piuttosto ingenua. Satanichia (il più delle volte chiamata Satania) si crede un demone potente e diabolico, ma la sua idea di malvagità è talmente ridicola (ad esempio buttare una lattina fuori dal cestino) che nessuno la prende sul serio. È vittima costante degli scherzi di Raphiel. I suoi genitori sono pasticceri, e sono bizzarri quanto lei.
Raphiel Ainsworth Shiraha (白羽=ラフィエル=エインズワース?, Shiraha Rafieru Einzuwāsu)
Doppiata da: Kana Hanazawa
Raphiel in apparenza è l'angelo perfetto: intelligente, atletica e sempre gentile e cortese. In realtà la ragazza nasconde una personalità sadica: Raphiel si diverte a fare scherzi, talvolta estremi, per ridicolizzare e umiliare le persone che prende di mira. Ultimamente, la sua vittima preferita sembra essere la povera Satania. A quanto pare è di famiglia molto ricca, infatti la sua casa in Paradiso è un'enorme villa con tanto di maggiordomo (quest'ultima puntualmente masochista).
Tapris Sugarbell Chisaki (千咲=タプリス=シュガーベル?, Chisaki Tapurisu Shugāberu)
Doppiata da: Inori Minase
In Paradiso, l'angelo Tapris idolizzava la sua senpai Gabriel. Quando arriva sulla Terra, però, rimane atterrita nel vedere come si è ridotta la sua amica. Convinta che sia stata Satania a corrompere Gabriel, Tapris è determinata a far tornare Gabriel ad essere l'angelo diligente di un tempo, anche se finora i suoi sforzi non hanno portato a nulla di concreto.

## Media

### Manga
Il manga, scritto e disegnato da Ukami, ha iniziato la serializzazione sulla rivista Dengeki Daioh G di ASCII Media Works il 27 dicembre 2013. Il primo volume tankōbon è stato pubblicato il 20 dicembre 2014 e al 27 settembre 2024 ne sono stati messi in vendita in tutto quindici. In America del Nord i diritti sono stati acquistati Yen Press.

#### Volumi
| Nº | Data di prima pubblicazione | Data di prima pubblicazione | Data di prima pubblicazione |
| Nº | Giapponese                  | Giapponese                  |                             |
| -- | --------------------------- | --------------------------- | --------------------------- |
| 1  | 20 dicembre 2014            | ISBN 978-4-04-869061-4      |                             |
| 2  | 27 novembre 2015            | ISBN 978-4-04-865491-3      |                             |
| 3  | 27 maggio 2016              | ISBN 978-4-04-865927-7      |                             |
| 4  | 10 gennaio 2017             | ISBN 978-4-04-892565-5      |                             |
| 5  | 27 settembre 2017           | ISBN 978-4-04-893373-5      |                             |
| 6  | 25 maggio 2018              | ISBN 978-4-04-893843-3      |                             |
| 7  | 22 dicembre 2018            | ISBN 978-4-04-912235-0      |                             |
| 8  | 26 agosto 2019              | ISBN 978-4-04-912702-7      |                             |
| 9  | 25 febbraio 2020            | ISBN 978-4-04-913035-5      |                             |
| 10 | 27 novembre 2020            | ISBN 978-4-04-913513-8      |                             |
| 11 | 27 settembre 2021           | ISBN 978-4-04-913976-1      |                             |
| 12 | 27 maggio 2022              | ISBN 978-4-04-914425-3      |                             |
| 13 | 27 dicembre 2022            | ISBN 978-4-04-914767-4      |                             |
| 14 | 27 settembre 2023           | ISBN 978-4-04-915268-5      |                             |
| 15 | 27 settembre 2024           | ISBN 978-4-04-915991-2      |                             |

### Anime
Annunciato nel luglio 2016 sul Dengeki Daioh di ASCII Media Works, un adattamento anime, prodotto da Doga Kobo e diretto da Masahiko Ōta, è andato in onda dal 9 gennaio al 27 marzo 2017. Le sigle di apertura e chiusura, entrambe interpretate da Miyu Tomita, Saori Ōnishi, Naomi Ōzora e Kana Hanazawa, sono rispettivamente Gabriel Drop Kick (ガヴリールドロップキック?, Gavurīru Doroppu Kikku) e Hallelujah Essaim (ハレルヤ☆エッサイム?, Hareruya Essaimu), ad eccezione dell'episodio sette in cui la sigla di chiusura è Gabriel no kazoeuta (ガヴリールの数え歌?, Gavurīru no kazoeuta, lett. "La conta di Gabriel") di Ōnishi. In tutto il mondo, Asia esclusa, gli episodi sono stati trasmessi in streaming in simulcast, anche coi sottotitoli in lingua italiana, da Crunchyroll. Due episodi OAV sono stati inclusi rispettivamente nel primo e nel terzo volume BD/DVD dell'edizione home video della serie, usciti tra il 24 marzo e il 24 maggio 2017.

#### Episodi
| Nº | Titolo italiano Giapponese 「Kanji」 - Rōmaji                                                                        | In onda          | In onda |
| Nº | Titolo italiano Giapponese 「Kanji」 - Rōmaji                                                                        | Giapponese       |         |
| 1  | Il giorno in cui capii di non poter tornare indietro 「もう戻れないと知ったあの日」 - Mō modorenai to shitta ano hi  | 9 gennaio 2017   |         |
| 2  | Angeli, demoni e la rappresentante di classe 「天使と悪魔と委員長」 - Tenshi to akuma to iinchō                      | 16 gennaio 2017  |         |
| 3  | Amici, duro lavoro e insetti estivi 「友と勤労と虫刺されの夏の日」 - Tomo to kinrō to mushisasare no natsu no hi     | 23 gennaio 2017  |         |
| 4  | E ora vacanze estive! 「いざ夏休み」 - Iza natsuyasumi                                                               | 30 gennaio 2017  |         |
| 5  | L'angelo con le aspettative infrante 「その幻想を壊されまくった天使」 - Sono gensō o kowasare makutta tenshi         | 6 febbraio 2017  |         |
| 6  | Il contrattacco di Satania 「サターニャの逆襲」 - Satānya no gyakushū                                                | 13 febbraio 2017 |         |
| 7  | Le giornate da vero demone di Vigne 「ヴィーネの悪魔的な日々」 - Vīne no akuma-teki na hibi                          | 20 febbraio 2017 |         |
| 8  | Vite scolastiche in autunno 「秋の学校生活」 - Aki no gakkō seikatsu                                                 | 27 febbraio 2017 |         |
| 9  | Natale e ultimo dell'anno riservano sempre delle sorprese 「聖夜と晦日になんか来た」 - Seiya to misoka ni nanka kita | 6 marzo 2017     |         |
| 10 | Angeli e demoni tornano a casa 「天使と悪魔故郷に帰る」 - Tenshi to akuma furusato ni kaeru                          | 13 marzo 2017    |         |
| 11 | E vissero per sempre felici e contenti… 「楽しい日々はいつまでも……」 - Tanoshii hibi wa itsumademo…                  | 20 marzo 2017    |         |
| 12 | Gabriel Dropout! 「ガヴリールドロップアウト！」 - Gavurīru Doroppuauto!                                              | 27 marzo 2017    |         |